# Marzanna Kuczyńska
Marzanna Weronika Kuczyńska – polska literaturoznawczyni, doktor habilitowany nauk humanistycznych, pracownik naukowy Uniwersytetu Szczecińskiego.

## Życiorys
W 1994 r. doktoryzowała się na podstawie pracy zatytułowanej Hymnografia Słowian południowych w cerkiewnosłowiańskich rękopisach bibliotek polskich, której promotorem był prof. Aleksander Naumow, w 2005 r. habilitowała się. Pracuje na Uniwersytecie im. Adama Mickiewicza w Poznaniu. Jest członkiem i przewodniczącym Komisji Slawistycznej na Oddziale PAN w Poznaniu.
Została członkiem Komisji Bałkanistyki w Oddziale PAN w Poznaniu.